# Shuvosaurus
 (septembre 2017).
Si vous disposez d'ouvrages ou d'articles de référence ou si vous connaissez des sites web de qualité traitant du thème abordé ici, merci de compléter l'article en donnant les références utiles à sa vérifiabilité et en les liant à la section « Notes et références ».
Shuvosaurus inexpectatus
Genre
Espèce
Synonymes
- Chatterjeea Long & Murry, 1995
  - Chatterjeea elegans

Shuvosaurus (qui signifie «lézard de Shuvo») est un genre éteint de « reptiles » à bec de la famille des Shuvosauridae. Il a été trouvé dans les couches géologiques du Trias supérieur du sud des États-Unis (Texas, Arizona et Nouveau-Mexique).
Une seule espèce est rattachée au genre : Shuvosaurus inexpectatus.

## Description

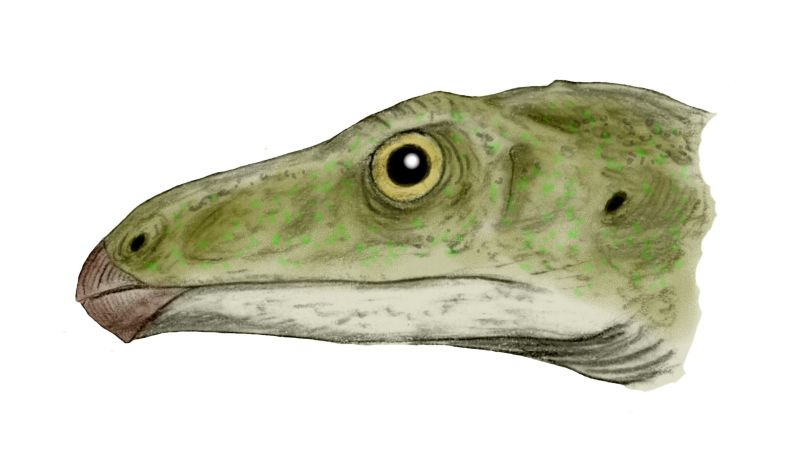
Dessin de la tête de Shuvosaurus inexpectatus.

Il a été décrit par Sankar Chatterjee en 1993 après sa découverte par son fils Shuvo au début des années 1990. Il a d'abord été interprété comme un membre du triasique de la famille des dinosaures Ornithomimidae du Crétacé. Cependant, la découverte postérieure du genre apparenté Effigia a montré que Shuvosaurus est plus proche des crocodiliens, et que les similitudes entre cet animal et les ornithomimidés résultent seulement d'une évolution convergente. En outre, cette découverte a démontré que le genre Chatterjeea était synonyme de Shuvosaurus.